# Armoriale dei comuni dell'Ille-et-Vilaine
Questa pagina contiene le armi (stemma e blasonatura) dei comuni dell'Ille-et-Vilaine.

## A
| Stemma | Nome del comune e blasonatura |
| ------ | --- |
|        | Acigné D'hermine à la fasce de gueules chargée de trois fleurs de lys d'or. (d'armellino, alla fascia di rosso caricata da tre gigli d'oro)          |
|        | Antrain Tiercé en pal : d'azur, d'argent, et de gueules, au chef d'hermine. (interzato in palo d'azzurro, d'argento e di rosso; al capo d'armellino) |
|        | Argentré-du-Plessis D'argent à la croix pattée d'azur. (d'argento, alla croce patente d'azzurro)                                                     |
|        | Aubigné D'azur à trois mondes d'or. (d'azzurro, a tre mondi d'oro)                                                                                   |

## B
| Stemma | Nome del comune e blasonatura |
| ------ | --- |
|        | Baguer-Morvan D'azur à un casque d'or taré de profil, au chef du même chargé de trois pommes de pin de sinople. (d'azzurro, all'elmo d'oro posto di profilo; al capo dello stesso, caricato di tre pigne di verde) |
|        | Bain-de-Bretagne Losangé d'argent et de gueules. (losangato d'argento e di rosso) |
|        | Bains-sur-Oust De gueules au pal d'hermine accosté de deux haches adossées d'or, au chef cousu d'azur chargé de trois étoiles d'argent. (di rosso, al palo d'armellino accostato da due asce addossate d'oro; al capo cucito d'azzurro, caricato di tre stelle d'argento) |
|        | Bais D'azur à trois besants d'argent, à la bordure componée de sable et d'argent de seize pièces, les pièces de sable chargées d'une croisette pattée d'or, les pièces d'argent chargées d'une croisette potencée de sable accompagnée de vingt-trois petits tourteaux du même ordonnés en orle. (d'azzurro, a tre bisanti d'argento, alla bordura composta di nero e d'argento di sedici pezzi, i pezzi di nero caricati di una crocetta patente d'oro, i pezzi d'argento caricati da una crocetta potenziata di nero accompagnata da ventitré piccoli tortelli dello stesso ordinati in orlo) |
|        | Balazé D'or au lion de sable, accompagné de trois billettes du même. (d'oro, al leone di nero, accompagnato da tre biglietti dello stesso) |
|        | Baulon De vair au sautoir de gueules. (di vaio, alla croce di Sant'Andrea di rosso) |
|        | La Bazouge-du-Désert D'azur à trois souches d'arbre arrachées d'or, surmontées d'une cigogne contournée du même. (d'azzurro, a tre ceppi d'albero sradicati d'oro, sormontati da una cicogna rivoltata dello stesso) |
|        | Bazouges-la-Pérouse D'argent à trois arbres de sinople, au chef d'azur chargé de trois fleurs de lys d'or. (d'argento, a tre alberi di verde; al capo d'azzurro, caricato di tre gigli d'oro) |
|        | Bécherel De gueules à la croix ancrée d'argent chargée de cinq mouchetures d'hermine de sable. (di rosso, alla croce ancorata d'argento, caricata di cinque moscature d'armellino di nero) |
|        | Bédée D'argent à trois recontres de cerf de gueules. (d'argento, a tre rincontri di cervo di rosso) |
|        | Betton D'or à la croix potencée alésée de sable, cantonnée de quatre mouchetures d'hermine du même. (d'oro, alla croc epotenziata scorciata di nero, accantonata da quattro moscature d'armellino dello stesso) |
|        | Bléruais De sable à une épée renversée d'argent, accompagnée de trois étoiles du même. (di nero, alla spada rovesciata d'argento, accompagnata da tre stelle dello stesso) |
|        | La Bouëxière D'azur à un pont de sept arches d'argent, maçonné de sable, sur une terrasse aussi d'argent, soutenue de trois ondes du même, le pont sommé d'un chien assis contourné d'or et d'un lion assis du même soutenant un écusson d'argent chargé d'une croix de sable. (d'azzurro, a un ponte di sette archi d'argento, murato di nero, su una terrazza pure d'argento, sostenuta da tre onde dello stesso, il ponte cimato da un cane seduto e rivoltato d'oro e da un leone seduto dello stesso sostenente uno scudetto d'argento caricato da una croce di nero)                      |
|        | Bourg-des-Comptes D'azur à un agneau pascal d'argent portant sa croix en barre, au chef d'or chargé d'un cœur de gueules percé d'une flèche du même posé en bande. (d'azzurro, all'agnello pasquale d'argento che porta la croce in sbarra; al capo d'oro caricato di un cuore di rosso trafitto da una freccia dello stesso posta in banda) |
|        | La Boussac D'argent fretté de dix pièces de sinople. (d'argento, cancellato di dieci pezzi di verde) Formula: 06:CNC:ARG/VIR/10 |
|        | Bréal-sous-Montfort Écartelé, au premier et au quatrième d'or à un dauphin d'azur, allumé et oreillé d'argent, au deuxième et au troisième d'hermine plain. (inquartato: nel 1º e 4º d'oro, al delfino d'azzurro, illuminato e orecchiuto d'argento; nel 2º e 3º d'armellino pieno) |
|        | Breteil D'azur à une hure de sanglier de sable, allumée et défendue d'argent, accompagnée de trois gerbes de blé d'or, liées aussi de sable. (d'azzurro, al grugno di cinghiale di nero, illuminato e difeso d'argento, accompagnato da tre covoni di grano d'oro, legati pure di nero) |
|        | Brie D'argent aux trois fasces crénelées de sable. (d'argento, a tre fasce merlate di nero) |
|        | Brielles D'azur à la Sainte Vierge d'or tenant l'enfant Jésus du même. (d'azzurro, alla Santa Vergine d'oro, tenente il bambino Gesù dello stesso) |
|        | Bruz Taillé ondé au premier de gueules à une branche de bruyère fleurie au naturel, au deuxième de sable à la croix de guerre 1939-1945 avec étoile de vermeil, une barre diminuée ondée d'azur brochant sur la partition, au chef d'hermine. (tagliato ondato: nel 1º di rosso, al ramo d'erica fiorito al naturale; nel 2º di nero, alla croce della guerra 1939-1945 con stella di vermiglio, alla sbarra ridotta ondata d'azzurro attraversante sulla partizione; al capo d'armellino) |

## C
| Stemma | Nome del comune e blasonatura |
| ------ | --- |
|        | Cancale D'azur à une bisquine de sable habillée d'argent, voguant sur des ondes de sinople mouvant de la pointe, accompagnée de douze huîtres d'or ordonnées en orle, brochant sur le tout, au franc-canton d'argent chargé d'une aigle bicéphale de sable becquée et membrée de gueules. (d'azzurro, alla bisquine di nero, fornita d'argento, vogante su onde di verde moventi dalla punta, accompagnata da dodici ostriche d'oro ordinate in orlo, attraversanti sul tutto; al canton franco d'argento, caricato da un'aquila bicefala di nero, rostrata e membrata di rosso)        |
|        | Cesson-Sévigné De gueules au chevron d'argent accompagné de trois billettes du même, deux en chef et une en pointe. (di rosso, allo scaglione d'argento, accompagnato da tre biglietti dello stesso, due in capo e uno in punta) |
|        | Champeaux D'or aux deux jumelles d'azur, surmontées d'un lambel de gueules. (d'oro, a due gemelle d'azzurro, sormontate da un lambello di rosso) |
|        | La Chapelle-des-Fougeretz D'argent à la bande d'azur chargée de quatre besants d'or. (d'argento, alla banda d'azzurro, caricata di quattro bisanti d'oro) |
|        | La Chapelle-du-Lou D'azur à une fleur de lys d'or, accompagnée de trois coquilles du même. (d'azzurro, al giglio d'oro, accompagnato da tre conchiglie dello stesso) |
|        | La Chapelle-Thouarault D'or à un portail d'église d'argent mouvant de la pointe, maçonné et ouvert de sable, pavillonné d'azur et sommé du clocher de l'église du lieu aussi d'argent, maçonné aussi de sable et couvert d'azur, à la bordure de gueules frettée de seize pièces d'argent. (d'oro, alla porta di chiesa d'argento, movente dalla punta, murata e aperta di nero, coperta da un padiglione d'azzurro e cimata dal campanile della chiesa del luogo pure d'argento, murato pure di nero e coperto d'azzurro; alla bordura di rosso, cancellata di sedici pezzi d'argento) |
|        | Chartres-de-Bretagne Écartelé, au premier et au quatrième d'argent aux trois jumelles en bande de gueules, au deuxième de sinople à un pot d'or, au troisième de sinople à une roue dentée d'argent. (inquartato: nel 1º e 4º d'argento, a tre gemelle in banda di rosso; nel 2º di verde, al vaso d'oro; nel 3º di verde, alla ruota dentata d'argento) |
|        | Chasné-sur-Illet Parti d'azur et d'or au lion brochant de l'un en l'autre. (partito d'azzurro e d'oro, al leone dall'uno all'altro) |
|        | Châteaubourg D'azur au chevron d'or chargé de trois annelets de gueules, accompagné en chef à dextre d'une tête de lion arrachée d'or lampassée et dentée de gueules, en chef à senestre d'une tête de loup arrachée aussi d'or, en pointe d'un château du même ouvert du champ. (d'azzurro, allo scaglione d'oro, caricato di tre anelletti di rosso, accompagnato in capo a destra da una testa di leone strappata d'oro, lampassata e dentata di rosso, in capo a sinistra da una testa di lupo strappata pure d'oro, in punta da un castello dello stesso aperto del campo)         |
|        | Châteaugiron D'or au chef d'azur. (d'oro, al capo d'azzurro) |
|        | Châteauneuf-d’Ille-et-Vilaine D'argent aux trois pals de gueules, au chef d'azur chargé de deux quintefeuilles du champ. (d'argento, a tre pali di rosso; al capo d'azzurro, caricato di due cinquefoglie del campo) |
|        | Le Châtellier D'azur à la fasce d'argent, accompagnée de trois fleurs de lys d'or. (d'azzurro, alla fascia d'argento, accompagnata da tre gigli d'oro) |
|        | Châtillon-en-Vendelais De gueules à un château de trois tours d'or. (di rosso, al castello di tre torri d'oro) |
|        | Châtillon-sur-Seiche De gueules à deux taureaux effarouchés affrontés de sable, accornés et onglés d'or, soutenant une crosse du même, à laquelle ils sont liés au col par une chaîne aussi d'or. (di rosso, a due tori furiosi affrontati di nero, cornati e unghiati d'oro, sostenenti una croce pastorale dello stesso, alla quale sono legati, per il collo, da una catena pure d'oro) |
|        | Cherrueix D'argent au lion de sable. (d'argento, al leone di nero) |
|        | Chevaigné Mi-parti, au premier d'azur à trois têtes de lévrier d'argent colletées de gueules, au second d'argent à la croix ancrée gringolée d'azur. (semipartito: nel 1º d'azzurro, a tre teste di levriere d'argento, collarinate di rosso; nel 2º d'argento, alla croce ancorata anguifera d'azzurro) |
|        | Coësmes De gueules fretté d'hermine. (di rosso, cancellato d'armellino) Formula: 06:CNC:RUB/ARM/6 |
|        | Coglès D'argent à un loup courant à la queue fourchée de sable. (d'argento, al lupo corrente, con la coda forcuta di nero) |
|        | Combourg Écartelé d'argent et de gueules. (inquartato d'argento e di rosso) |
|        | Cornillé D'argent à trois corneilles de sable, becquées et membrées de gueules. (d'argento, a tre cornacchie di nero, imbeccate e membrate di rosso) |
|        | Corps-Nuds De gueules à un dextrochère armé d’argent, mouvant de senestre, tenant un coq d’or, au chef d’argent chargé de 3 roses d’azur boutonnées d’or (dal 13 giugno 2015) Stemma fino al 2015: de sable à trois bustes de femmes nus d'argent. (di nero, a tre busti femminili nudi d'argento) |
|        | Le Crouais D'or à trois croisettes pattées de gueules. (d'oro, a tre crocette patenti di rosso) |

## D
| Stemma | Nome del comune e blasonatura |
| ------ | --- |
|        | Dinard De sinople à la croix d'hermine, chaque canton chargé d'un pal de gueules. (di verde, alla croce d'armellino, con ogni cantone caricato di un palo di rosso) |
|        | Dol-de-Bretagne D'or à trois losanges d'azur chargés chacun d'une billette d'argent surchargée d'une moucheture d'hermine de sable, au chef d'azur chargé de trois fleurs de lys du champ. (d'oro, a tre losanghe d'azzurro, ciascuna caricata da un biglietto d'argento sovraccaricato da una moscatura d'armellino di nero; al capo d'azzurro caricato di tre gigli del campo) |
|        | Domagné D'argent au chevron de sable, accompagné de trois tourteaux de gueules. (d'argento, allo scaglione di nero, accompagnato da tre torte di rosso) |
|        | Domloup D'or au chevron de sable, accompagné de trois quintefeuilles du même, à la bordure aussi de sable. (d'oro, allo scaglione di nero, accompagnato da tre cinquefoglie dello stesso; alla bordura pure di nero) |
|        | Drouges D'azur à un croissant d'argent, accompagné de trois trèfles d'or. (d'azzurro, al crescente d'azzurro, accompagnato da tre trifogli d'oro) |

## E
| Stemma | Nome del comune e blasonatura |
| ------ | --- |
|        | Erbrée De sable aux deux lions affrontés d'argent soutenant un écusson du même chargé de trois molettes d'éperon du champ. (di nero, a due leoni affrontati d'argento sostenenti uno scudetto dello stesso, caricato di tre rotelle di sperone del campo) |

## F
| Stemma | Nome del comune e blasonatura |
| ------ | --- |
|        | Fougères D'or à la plante de fougère de trois pièces de sinople, arrachée de sable, au chef soudé d'argent chargé de trois mouchetures d'hermine de sable. (d'oro, alla pianta di felce di tre pezzi di verde, sradicata di nero; al capo saldato d'argento, caricato di tre moscature d'armellino di nero) |

## G
| Stemma | Nome del comune e blasonatura |
| ------ | --- |
|        | Gaël De gueules à la croix alésée d'argent, gringolée d'or. (di rosso, alla croce scorciata d'argento, anguifera d'oro) |
|        | Gahard D'argent à la croix de gueules, cantonnée de quatre annelets du même. (d'argento, alla croce di rosso, accantonata da quattro anelletti dello stesso) |
|        | Gennes-sur-Seiche D'azur aux trois loups d'or. (d'azzurro, a tre lupi d'oro) |
|        | Gévezé D'azur aux six billettes d'argent ordonnées 3, 2 et 1, au chef aussi d'azur chargé de trois socs de charrue aussi d'argent. (d'azzurro, a sei biglietti d'argento ordinati 3, 2 e 1; al capo pure d'azzurro, caricato di tre vanghe pure d'argento)                                                 |
|        | La Gouesnière D'argent au lion de gueules, couronné d'or. (d'argento, al leone di rosso, coronato d'oro) |
|        | Goven De vair à la fasce de gueules chargée d'un huchet d'or lié de sable. (di vaio, alla fascia di rosso caricata di un corno da caccia d'oro legato di nero) |
|        | Grand-Fougeray D'hermine à la tour de gueules chargée d'une vache d'or, la queue fourchée passant entre les jambes et remontant au dessus du dos. (d'armellino, alla torre di rosso caricata di una vacca d'oro, la coda forcuta passante tra le gambe e risalente al di sopra del dorso)                  |
|        | La Guerche-de-Bretagne De gueules aux trois léopards d'argent passant l'un sur l'autre. (di rosso, a tre leopardi d'argento passanti l'uno sull'altro) |
|        | Guichen D'or aux deux sapins de sinople, à l'étai d'argent brochant sur le tout, au chef d'azur chargé de quatre mouchetures d'hermine du champ. (d'oro, a due abeti di verde, allo scaglionetto d'argento attraversante sul tutto; al capo d'azzurro caricato di quattro moscature d'armellino del campo) |
|        | Guignen De gueules au casque d'argent taré de profil, accompagné de trois têtes de loup arrachées du même. (di rosso, all'elmo d'argento posto di profilo, accompagnato da tre teste di lupo strappate dello stesso)                                                                                       |

## H
| Stemma | Nome del comune e blasonatura |
| ------ | --- |
|        | Hédé D'argent au chevron de sinople accompagné de trois mouchetures d'hermine de sable, au chef cousu aussi d'argent chargé de cinq mouchetures d'hermine de sable. (d'argento, allo scaglione di verde, accompagnato da tre moscature d'armellino di nero; al capo saldato pure d'argento, caricato di cinque moscature d'armellino pure di nero) |

## I
| Stemma | Nome del comune e blasonatura |
| ------ | --- |
|        | Iffendic Taillé : au premier de gueules à l'aigle d'argent, membré d'or, chargé d'un écusson du champ surchargé de deux coupes aussi d'argent passées en sautoir, au second d'or au menhir du lieu de sable. (tagliato: nel 1º di rosso, all'aquila d'argento, membrata d'oro, caricata di uno scudetto del campo sovraccaricato di due calici pure d'argento, passati in decusse; nel 2º d'oro, al menhir del luogo di nero) |
|        | Irodouër D'argent à la bande de gueules chargée de trois macles d'argent. (d'argento, alla banda di rosso, caricata di tre losanghe vuote d'argento) |

## J
| Stemma | Nome del comune e blasonatura |
| ------ | --- |
|        | Janzé D'azur aux trois bandes d'argent chargées de mouchetures d'hermine de sable dans le sens des bandes. (d'azzurro, a tre bande d'argento, caricate di moscature d'armellino di nero poste nel senso della banda) |

## L
| Stemma | Nome del comune e blasonatura |
| ------ | --- |
|        | Laignelet D'azur au chef denté d'or. (d'azzurro, al capo indentato d'oro) |
|        | Laillé D'azur aux deux épées renversées d'argent, garnies d'or, passées en sautoir, au chef échiqueté de gueules et d'argent de deux tires. (d'azzurro, a due spade rovesciate d'argento, guarnite d'oro, passate in decusse; al capo scaccato di rosso e d'argento di due file) |
|        | Landujan D'azur à la fasce fuselée de quatre pièces d'argent. (d'azzurro, alla fascia fusata di quattro pezzi d'argento) |
|        | Langan De sable au léopard couronné d'argent. (di nero, al leopardo coronato d'argento) |
|        | Langon D'argent au fer d'angon de sable ; chapé à dextre d'azur à la moucheture d'hermine du champ et à sénestre de gueules à l'épi de blé d'or ; à la champagne de sinople chargée de trois pierres au naturel brochant sur le tout. (d'argento, alla punta d'angone di nero; mantellato a destra d'azzurro, alla moscatura d'armellino del campo, e a sinistra di rosso, alla spiga di grano d'oro; alla campagna di verde caricata di tre pietre al naturale attraversante sul tutto)                              |
|        | Lécousse Parti d'argent et de sable, à Saint Martin cavalier d'or partageant son manteau doublé d'hermine avec son épée d'argent, adextré en son chef de deux sabots de sable posés en pal adossés et rangés en barre, celui de la pointe renversé. (partito d'argento e di nero, al San Martino a cavallo d'oro che divide il suo mantello foderato d'armellino con la sua spada d'argento, addestrato nel capo da due zoccoli di nero posti in palo, addossati e ordinati in sbarra, quello della punta rovesciato) |
|        | Liffré Taillé, au premier de sinople aux deux étoiles d'or, au second de gueules aux deux étoiles aussi d'or. (tagliato: nel 1º di verde, a due stelle d'oro; nel 2º di rosso, a due stelle pure d'oro) |
|        | Livré-sur-Changeon Fascé d'or et d'azur de six pièces, à la croix ancrée de gueules brochant sur le tout. (fasciato d'oro e d'azzurro di sei pezzi, alla croce ancorata di rosso attraversante sul tutto) |
|        | Lohéac De vair. (di vaio pieno) |
|        | Longaulnay D'azur au sautoir d'argent. (Ripresa delle armi della famiglia di Longaulnay, della nobiltà normanna : D'azur au sautoir d'argent) (d'azzurro, alla croce di Sant'Andrea d'argento) |
|        | Louvigné-de-Bais Coupé : au premier d'argent au lion issant de gueules, armé d'or, au second losangé de gueules et d'or, à la croix pattée de sable brochant sur le tout ; le tout enfermé dans une bordure d'azur chargée de neufs macles d'or. (troncato: nel 1º d'argento, al leone nascente di rosso, armato d'oro; nel 2º losangato di rosso e d'oro, alla croce patente di nero attraversante sul tutto; il tutto racchiuso in una bordura d'azzurro, caricata di nove losanghe forate d'oro)                   |

## M
| Stemma | Nome del comune e blasonatura |
| ------ | --- |
|        | Marcillé-Robert De gueules au lion d'or surmonté d'un lambel du même. (di rosso, al leone d'oro sormontato da un lambello dello stesso) |
|        | Martigné-Ferchaud D'argent à la quintefeuille de gueules. (d'argento, alla cinquefoglie di rosso) |
|        | Maure-de-Bretagne De gueules au croissant de vair. (di rosso, al crescente di vaio) |
|        | Maxent D'argent aux trois chevrons de gueules, accompagnés de trois croisettes tréflées du même. (d'argento, a tre scaglioni di rosso, accompagnati da tre crocette trifogliate dello stesso) |
|        | Melesse D'or à la bande fuselée de sable. (d'oro, alla banda fusata di nero) |
|        | Mernel D'or aux deux chevrons de gueules, au chef du même chargé d'une hermine au naturel colletée du champ. (d'oro, a due scaglioni di rosso; al capo dello stesso, caricato da un ermellino al naturale collarinato del campo) |
|        | Messac Écartelé : au premier d'azur aux trois croissants d'argent; au deuxieme d'argent au corbeau de sable becqué d'azur, au troisième d'argent aux trois arbres arrachés de sinople, au quatrième de gueules au lion d'argent, couronné, lampassé et armé d'or ; sur le tout d'argent à la moucheture d'hermine de sable. (inquartato: nel 1º d'azzurro, a tre crescenti montanti d'argento; nel secondo d'argento, al corvo di nero imbeccato d'azzurro; nel 3º d'argento, a tre alberi sradicati di verde; nel 4º di rosso, al leone d'argento, coronato, lampassato e armato d'oro; sul tutto d'argento, alla moscatura d'armellino di nero) |
|        | La Mézière Coupé crénelé de trois merlons et deux demis : au premier d'argent au cerf de gueules ramé d'or, au second d'azur aux onze billettes d'argent, ordonnées 4, 3 et 4, chargées chacune d'une moucheture d'hermine de sable. (troncato merlato di tre merli e due metà: nel 1º d'argento, al cervo di rosso, ramoso d'oro; nel 2º d'azzurro, a undici biglietti d'argento, ordinati 4, 3 e 4, ciascuno caricato di una moscatura d'armellino di nero) |
|        | Miniac-Morvan De gueules aux deux clefs d'or passées en sautoir. (di rosso, a due chiavi d'oro passate in decuse) |
|        | Mont-Dol D'azur au monde croiseté d'or. (d'azzurro, al mondo crociato d'oro) |
|        | Montauban-de-Bretagne De gueules aux sept macles d'or ordonnées 3, 3 et 1, surmontées d'un lambel de quatre pendants d'argent. (Deriva dalle armi di Rohan-Montauban: De gueules à neuf macles d'or, posés 3, 3 et 3 et au lambel d'argent.) (di rosso, a sette losanghe forate d'oro, ordinate 3, 3 e 1, sormontate da un lambello di quattro pendenti d'argento) |
|        | Monterfil De sable à l'épée renversée d'argent, garnie d'or. (di nero, alla spada rovesciata d'argento, guarnita d'oro) |
|        | Montfort-sur-Meu D'argent à la croix ancrée de gueules gringolée d'or de huit pièces. (d'argento, alla croce ancorata di rosso, anguifera d'oro di otto pezzi) |
|        | Montgermont Losangé d'or et de gueules, à la fasce d'azur frettée de six pièces d'argent brochant sur le tout. (losangato d'oro e di rosso, alla fascia d'azzurro, cancellata di sei pezzi d'argento, attraversante sul tutto) |
|        | Montreuil-sur-Ille D'azur à la fasce ondée abaissée d'argent, accompagnée en chef à dextre d'un dextrochère vêtu d'or à l'index tendu, mouvant du flanc, à sénestre d'un œil aussi d'argent et en pointe d'un meuble (?) de sable. (d'azzurro, alla fascia ondata abbassata d'argento, accompagnata in capo a destra da un destrocherio vestito d'oro con l'indice teso, movente dal fianco, a sinistra da un occhio pure d'argento e in punta da una figura (?) di nero) |
|        | Mordelles De gueules au croissant d'or. (di rosso, al crescente montante d'oro) |
|        | Mouazé D'argent au chevron d'azur, accompagné de trois trèfles de sinople. (d'argento, allo scaglione d'azzurro, accompagnato da tre trifogli di verde) |

## N
| Stemma | Nome del comune e blasonatura |
| ------ | --- |
|        | Noyal-sur-Vilaine De sable au bourdon de pèlerin d'or, accosté de deux arbres du même. (di nero, al bordone di pellegrino d'oro, accostato da due alberi dello stesso) |

## P
| Stemma | Nome del comune e blasonatura |
| ------ | --- |
|        | Pacé D'argent au senestrochère vêtu et ganté de gueules, mouvant du flanc dextre, tenant un faucon contourné de sable et membré d'or. (d'argento, al sinistrocherio vestito e guantato di rosso, movente dal fianco destro, tenente un falcone rivoltato di nero, membrato d'oro) |
|        | Paimpont D'hermine au tourteau d'azur chargé de trois couronnes ducales d'or. (d'armellino, alla torta d'azzurro, caricata di tre corone ducali d'oro) (l'immagine, in realtà, porta una torta di rosso e non d'azzurro) |
|        | Parigné D'argent à la croix de sable. (d'argento, alla croce di nero) |
|        | Parthenay-de-Bretagne D'azur au chevron componé de sept pièces d'argent et de sable, accompagné en chef d'une herse d'or issante et en pointe d'un écusson d'argent chargé d'une croix pattée alésée de sable. (d'azzurro, allo scaglione composto di sette pezzi d'argento e di nero, accompagnato in capo da un erpice d'oro uscente e in punta da uno scudetto d'argento caricato di una croce patente scorciata di nero) |
|        | Le Pertre D'argent à la croix patriarcale d'azur. (d'argento, alla croce patriarcale d'azzurro) |
|        | Pipriac De sinople au livre ouvert d'or, à la champagne d'argent maçonnée du champ, au pied d'hermine. (di verde, al libro aperto d'oro, alla campagna 'argento, murata del campo, al piede d'armellino) |
|        | Piré-sur-Seiche D'or à la hure de sanglier de sable arrachée de gueules, allumée et défendue d'argent. (d'oro, al grugno di cinghiale di nero strappato di rosso, illuminato e difeso d'argento) |
|        | Pleine-Fougères D'azur au château d'argent, maçonné de sable, mouvant de la pointe, au chef d'hermine. (d'azzurro, al castello d'argento, murato di nero, movente dalla punta; al capo d'armellino) |
|        | Plerguer D'azur au cheval cabré d'argent, au chef du même semé alternativement de bouquets de trois cerises de gueules feuillés de deux pièces de sinople et de bouquets de trois feuilles de pomme de terre du même. (d'azzurro, al cavallo spaventato d'argento; al capo dello stesso seminato alternativamente di grappoli di tre ciliegie di rosso, fogliati di due pezzi di verde, e di ciuffi di tre foglie di patata dello stesso) |
|        | Pleurtuit Écartelé : au premier de sinople au navire de trois mâts d'or, au deuxième d'argent aux deux clefs de gueules passées en sautoir, aux pannetons de sable, cantonnées en chef d'une moucheture d'hermine du même, au troisième d'argent à la gerbe de blé de gueules, liée de sable, au quatrième de sinople au vol d'argent soutenu d'un petit annelet d'or. (inquartato: nel 1º di verde, al bastimento di tre alberi d'oro; nel 2º d'argento, due chiavi di rosso passate in decusse, con i congegni di nero, accantonate in capo da una moscatura d'armellino dello stesso; nel 3º d'argento, al covone di grano di rosso, legato di nero; nel 4º di verde, al volo d'argento, sostenuto da un piccolo anelletto d'oro) |
|        | Poilley Parti d'argent et d'azur au lion brochant de gueules, couronné et lampassé d'or. (partito d'argento e d'azzurro, al leone attraversante di rosso, coronato e lampassato d'oro) |
|        | Pont-Péan De gueules au pont d'une arche d'argent, maçonné de sable, sur des ondes d'or, sommé de deux lions léopardés afrontés du même, mouvant des flancs, tenant une roue dentée aussi de sable chargée d'une pièce de monnaie française de 1 franc au naturel. (di rosso, al ponte di un arco d'argento, murato di nero, su delle onde d'oro, cimato da due leoni illeoparditi affrontati dello stesso, movente dai fianchi, tenente una ruota dentata pure di nero caricata da un pezzo di moneta francese da 1 franco al naturale) |

## Q
| Stemma | Nome del comune e blasonatura |
| ------ | --- |
|        | Québriac D'azur au trois fleurs de lys d'argent. (d'azzurro, a tre gigli d'argento) |
|        | Quédillac Parti au premier aux trois fasces de gueules, au second bandé de gueules et d'argent ; le tout de gueules au fermail d'argent. (partito: nel 1º di (?), a tre fasce di rosso; nel 2º bandato di rosso e d'argento; il tutto di rosso, al fermaglio d'argento) |

## R
| Stemma | Nome del comune e blasonatura |
| ------ | --- |
|        | Redon D'azur au vaisseau équipé et habillé d'argent, voguant sur des ondes du même mouvant de la pointe, au chef aussi d'argent, chargé de cinq mouchetures d'hermine de sable. (d'azzurro, al vascello equipaggiato e armato d'argento, vogante su onde dello stesso movente dalla punta; al capo pure d'argento, caricato di cinque moscature d'armellino di nero) |
|        | Rennes (préfecture) Palé d'argent et de sable de six pièces, au chef d'argent chargé de cinq mouchetures d'hermine de sable. (palato d'argento e di nero di sei pezzi; al capo d'argento, caricato di cinque moscature d'armellino di nero) |
|        | Retiers De gueules fretté de dix pièces d'hermine. (di rosso, cancellato di dieci pezzi d'armellino) Formula: 06:CNC:RUB/ARM/10 |
|        | Le Rheu D'argent à la fasce de gueules accompagnée de trois marmites de sable aux anses du champ et ardentes aussi de gueules, à la bordure componée d'or et de sable. (d'argento, alla fascia di rosso accompagnata da tre marmitte di nero ansate del campo e ardenti pure di rosso, alla bordura composta d'oro e di nero) |
|        | La Richardais Taillé : au premier de gueules à la tiare d'argent et l'ancre croisetée d'or brochant, au second de sinople à la roue de moulin d'or ; à la cotice en barre d'argent, chargée de neuf mouchetures d'hermine de sable posées à plomb, brochant sur la partition. (tagliato: nel 1º di rosso, alla tiara d'argento con l'ancora crocettata d'oro attraversante; nel 2º di verde, alla ruota da mulino d'oro; alla cotissa in sbarra d'argento, caricata di nove moscature d'armellino di nero poste a piombo, attraversante sulla partizione)  |
|        | Romagné Écartelé : au premier et au quatrième d'argent chargé de trois mouchetures d'hermine de sable, au deuxième d'or à la hure de sanglier arrachée de sable, allumée et défendue du champ, au troisième d'or à la branche de fougère feuillée de deux pièces de sinople. (inquartato: nel 1º e 4º d'argento, caricato di tre moscature d'armellino di nero; nel 2º d'oro, al grugno di cinghiale strappato di nero, illuminato e difeso del campo; nel 3º d'oro, al ramo di felce fogliato di due pezzi di verde)                                      |
|        | Romillé D'argent à l'aigle de sable, becquée, lampassée et armée de gueules, chargée d'un écusson d'or surchargé d'une croix latine de gueules aiguisée en chef, mouvant de la pointe, supportant sur ses bras une étoffe d'azur, au chef semé de fleurs de lys du champ. (d'argento, all'aquila di nero, rostrata, lampassata e armata di rosso, caricata di uno scudetto d'oro sovraccaricato di una croce latina di rosso, appuntita in capo, movente dalla punta, che sostiene sulle braccia un drappo d'azzurro; al capo seminato di gigli del campo) |

## S
| Stemma | Nome del comune e blasonatura |
| ------ | --- |
|        | Saint-Aubin-d’Aubigné Parti : au premier de gueules à quatre fusées rangées en fasce, accompagnées de six besants rangés en fasce trois en chef et trois en pointe, le tout d'argent, au second fuselé d'or et de sinople ; au filet d'argent brochant sur la partition, sur le tout une filière du même. (partito: nel 1º di rosso, a quattro fusi ordinati in fascia, accompagnati da sei bisanti ordinati in fascia, tre in capo e tre in punta, il tutto d'argento; nel 2º fusato d'oro e di verde; al filetto d'argento attraversante sulla partizione; sul tutto una filiera dello stesso)                                                         |
|        | Saint-Aubin-du-Cormier Échiqueté d'azur et d'or de six tires, au franc-canton d'hermine. (scaccato d'azzurro e d'oro di sei file, al canton franco d'armellino) (in realtà la figura presenta uno scaccato d'oro e d'azzurro) |
|        | Saint-Briac-sur-Mer D'azur à un pont courbé de trois arches d'argent, maçonné de sable, mouvant des flancs et posé sur une champagne aussi d'azur. (d'azzurro, al punto curvato di tre archi d'argento, murato di nero, movente dai fianchi e posato su una campagna d'azzurro) |
|        | Saint-Brice-en-Coglès Palé de gueules et d'or de six pièces. (palato di rosso e d'oro di sei pezzi) |
|        | Saint-Broladre De sable à un bourdon de pèlerin d'argent, accosté des lettres S et B capitales d'or. (di nero, al bordone da pellegrino, accostato dalle lettere S e B maiuscole d'oro) |
|        | Saint-Coulomb De sinople à la croix de sable, chargée d'une crosse abbatiale d'argent, cantonnée de quatre châteaux (malouinières) d'or, ouverts, ajourés et essorés de sable. (di verde, alla croce di nero, caricata da un pastorale da abate d'argento, accantonata da quattro castelli (malouinières) d'oro, aperti, finestrati e coperti di nero) |
|        | Saint-Didier D'argent fretté de gueules. (d'argento, cancellato di rosso) Formula: 06:CNC:ARG/RUB/6 |
|        | Saint-Georges-de-Gréhaigne De sinople à un bourdon de pèlerin d'or, accosté des lettres S et G capitales du même. (di verde, al bordone da pellegrino d'oro, accostato dalle lettere S e G maiuscole dello stesso) |
|        | Saint-Georges-de-Reintembault D'azur à la bande d'argent chargée de trois bouquets de houx feuillés de deux pièces de sinoples et fruités de cinq pièces de gueules, accompagné en chef de Saint Georges d'or à cheval terrassant le dragon et en pointe de cinq fleurs de crocus d'argent. (d'azzurro, alla banda d'argento caricata di tre mazzetti di quercia fogliati di due pezzi di verde e fruttati di cinque pezzi di rosso, accompagnata in capo da San Giorgio d'oro a cavallo, che atterra il drago, e in punta da cinque fiori di croco d'argento)                                                                                           |
|        | Saint-Germain-sur-Ille D'argent à un mont de trois coupeaux de sable sur une mer d'azur mouvant de la pointe, au chef parti au I de gueules à une mitre d'or et au II aussi d'azur à une épée basse d'argent brochant sur deux clefs du même passées en sautoir, le tout accompagné de quatre fleurs de lys d'or ordonnées 2 et 2. (d'argento, a un monte di tre cime di nero su un mare d'azzurro movente dalla punta; al capo partito: nel 1º di rosso, alla mitria d'oro; nel 2º pure d'azzurro, alla spada bassa d'argento attraversante su due chiavi dello stesso passate in decusse, il tutto accompagnato da quattro gigli d'oro ordinati 2 e 2) |
|        | Saint-Gilles D'azur semé de fleur de lys d'argent. (d'azzurro seminato di gigli d'argento) |
|        | Saint-Gondran De gueules à cinq rocs d'échiquier d'argent ordonnés en sautoir. (di rosso, a cinque rocchi di scacchiere d'argento ordinati in decusse) |
|        | Saint-Guinoux Écartelé : au premier et au quatrième d'argent à la bande fuselée de sable, au deuxième et au troisième de sable à trois maquereaux d'argent nageant l'un sur l'autre. (inquartato: nel 1º e 4º d'argento, alla banda fusata di nero; nel 2º e 3º di nero, a tre maccarelli d'argento nuotanti l'uno sull'altro) |
|        | Saint-Hilaire-des-Landes D'hermine au chef denté d'argent. (d'armellino, al capo dentato d'argento) |
|        | Saint-Jouan-des-Guérets Écartelé : au premier et au quatrième d'argent à trois mouchetures d'hermine de sable mal ordonnées, au deuxième d'azur à un chou-fleur d'or, au troisième d'azur à une crosse issant d'une barque celte contournée, l'aviron en barre, le tout d'or. (inquartato: nel 1º e 4º d'argento, a tre moscature d'armellino di nero male ordinate; nel 2º d'azzurro, al cavolfiore d'oro; nel 3º d'azzurro, al pastorale nascente da una barca celtica rivoltata, col remo in sbarra, il tutto d'oro) |
|        | Saint-Lunaire De sinople à un pont d'une arche et deux demies d'or, maçonné de sable, surmonté de trois merlettes d'argent rangées en chef. (di verde, al ponte di un arco e due metà, d'oro, murato di nero, sormontato da tre merlotti d'argento ordinati nel capo) |
|        | Saint-M’Hervé Échiqueté de gueules et d'hermine. (scaccato di rosso e d'armellino) |
|        | Saint-Malo De gueules à une herse d'or mouvante de la pointe, surmontée d'une hermine passante d'argent, la pointe de la queue de sable, accolée d'or et écharpée d'hermine. (di rosso, alla saracinesca d'oro movente dalla punta, sormontata da un armellino passante d'argento, con la punta della coda di nero, collarinato d'oro e mantellato d'armellino) |
|        | Saint-Malon-sur-Mel D'argent à trois écureuils de gueules. (d'argento, a tre scoiattoli di rosso) |
|        | Saint-Marc-sur-Couesnon De gueules au léopard d'argent, couronné d'or. (di rosso, al leopardo d'argento, coronato d'oro) |
|        | Saint-Maugan D'azur au chevron d'or chargé de trois croisettes du champ. (d'azzurro, allo scaglione d'oro caricato di tre crocette del campo) |
|        | Saint-Médard-sur-Ille D'azur semé alternativement de fleurs de lys d'argent et de papillons d'or. (d'azzurro seminato alternativamente di gigli d'argento e di farfalle d'oro) |
|        | Saint-Méloir-des-Ondes Parti : au premier d'azur à une main dextre appaumée d'argent, au second d'argent aux deux fasces ondées de sinople ; le tout sommé d'un chef d'or chargé d'une fleur de lys de gueules, accostée de deux coquilles d'argent. [*] (partito: nel 1º d'azzurro, alla mano destra appalmata d'argento; nel 2º d'argento, a due fasce ondate di verde; il tutto cimato da un capo d'oro, caricato di un giglio di rosso, accostato da due conchiglie d'argento) |
|        | Saint-Onen-la-Chapelle D'argent a un tourteau de gueules, accompagné de trois coquilles du même. (d'argento, alla torta di rosso, accompagnata da tre conchiglie dello stesso) |
|        | Saint-Ouen-la-Rouërie D'argent à la bande de sable chargée de trois croissants du champ. (d'argento, alla banda di nero, caricata da tre crescenti del campo) |
|        | Saint-Père-Marc-en-Poulet D'or à la bande d'azur, accostée de deux cotices du même. (d'oro, alla banda d'azzurro, accostata da due cotisse dello stesso) |
|        | Saint-Pern D'azur à dix billettes évidées d'argent, ordonnées 4, 3, 2 et 1. (d'azzurro, a dieci biglietti vuoti d'argento, ordinati 4, 3, 2 e 1) |
|        | Saint-Pierre-de-Plesguen D'argent à deux clefs de sable passées en sautoir, au chef d'hermine. (d'argento, a due chiavi di nero passate in decusse; al capo d'armellino) |
|        | Saint-Sulpice-la-Forêt D'argent à l'église de sinople, maçonnée et essorée de sable, à la barre palée de sable et d'argent de six pièces. (d'argento, alla chiesa di verde, murata e coperta di nero, alla sbarra palata di nero e d'argento di sei pezzi) |
|        | Saint-Thurial D'azur à une croix archiépiscopale tréflée terrassée d'argent, soutenue par deux chèvres affrontées du même. (d'azzurro, alla croce patriarcale trifogliata terrazzata d'argento, sostenuta da due capre affrontate dello stesso) |
|        | Saulnières Bandé d'argent et de gueules de six pièces, au lion de sable, couronné d'or, tenant dans sa dextre une croisette pattée aussi de sable, brochant sur le tout. (bandato d'argento e di rosso di sei pezzi, al leone di nero, coronato d'oro, tenente con la destra una crocetta patente pure di nero, attraversante sul tutto) |
|        | Sens-de-Bretagne Burelé d'or et de gueules de dix pièces. (burellato d'oro e di rosso di dieci pezzi) |

## T
| Stemma | Nome del comune e blasonatura |
| ------ | --- |
|        | Talensac D'azur à trois fusées d'argent rangées en fasce, surmontées de trois étoiles d'or. (d'azzurro, a tre fusi d'argento ordinati in fascia, sormontati da tre stelle d'oro)                             |
|        | Le Tiercent D'or aux deux jumelles d'azur, à la bande de gueules brochant sur le tout. (d'oro, a due gemelle d'azzurro, alla banda di rosso attraversante sul tutto)                                         |
|        | Tinténiac D'or à la jumelle d'azur, au bâton de gueules brochant sur le tout, à la bordure d'hermine. (d'oro, alla gemella d'azzurro, al bastone di rosso attraversante sul tutto; alla bordura d'armellino) |
|        | Le Tronchet De sable à une crosse d'argent, accostée de deux fleurs de lys d'or. (di nero, al pastorale d'argento, accostato da due gigli d'oro)                                                             |

## V
| Stemma | Nome del comune e blasonatura |
| ------ | --- |
|        | Vendel De gueules à trois gantelets d'argent. (di rosso, a tre guanti d'armatura d'argento)                                        |
|        | Villamée D'or à la croix ancrée de gueules. (d'oro, alla croce ancorata di rosso)                                                  |
|        | Vitré De gueules au lion d'argent, couronné d'or et armé de sable. (di rosso, al leone d'argento, coronato d'oro e armato di nero) |
|        | Le Vivier-sur-Mer D'azur à l'aigle d'or. (d'azzurro, all'aquila d'oro)                                                             |